# ستيغ لينارت أندرسون
ستيغ لينارت أندرسون (بالدنماركية: Stig L. Andersson)‏ هو مهندس معماري دنماركي، ولد في 30 مارس 1957.